# Lupus eritematós discoide
El lupus eritematós discoide és el tipus més comú de lupus cutani crònic (LECC), una malaltia autoimmunitària de la pell de l'espectre de malalties del lupus eritematós. Es presenta amb pell de color vermell, inflamada i amb forma de moneda, amb una aparença escarpada i crostosa, sovint al cuir cabellut, a les galtes i a les orelles. Es poden produir pèrdues de pèl si les lesions es troben al cuir cabellut. Les lesions poden desenvolupar cicatrius severes i les zones centrals poden semblar de color més clar amb una vora més fosca que la pell normal. Aquestes lesions poden durar anys sense tractament.
Cal destacar que els pacients amb lupus eritematós sistèmic desenvolupen lesions de lupus discoide amb certa freqüència. No obstant això, els pacients que presenten inicialment un lupus discoide rarament desenvolupen un lupus sistèmic. El lupus discoide es pot dividir en lupus discoide localitzat, generalitzat i infantil.
Les lesions són diagnosticades per biòpsia. Els pacients són tractats per primera vegada amb protecció solar i glucocorticoides tòpics. Si això no funciona, es pot provar una medicació oral –probablement la hidroxicloroquina o una medicació relacionada–.